# Kizlar
Kizlar (ros. Кизля́р) – miasto na terytorium Federacji Rosyjskiej w Republice Dagestanu, w delcie Tereku.

## Geografia
Miasto znajduje się w północnej części Dagestanu w delcie rzeki Terek, ok. 60 km od zachodniego wybrzeża Morza Kaspijskiego i ok. 150 km w linii prostej na północny zachód od stolicy republiki Machaczkała i tylko kilka kilometrów od granicy z Republiką Czeczenii. Najbliższe miasto Chasawjurt znajduje się ok. 65 km na południe od Kizlaru.
W Kizlarze rozwinął się przemysł spożywczy, odzieżowy oraz elektrotechniczny.

## Demografia
| 1959   | 1970   | 1979   | 1989   | 1996   | 2002   | 2009   | 2021   |
| ------ | ------ | ------ | ------ | ------ | ------ | ------ | ------ |
| 25 600 | 29 700 | 31 300 | 39 700 | 43 600 | 48 500 | 48 003 | 49 181 |

Skład narodowościowy i etniczny w latach 1897 i 2010 na podstawie oficjalnych danych rosyjskich:
- 1897[5]

1. Rosjanie: 3 523 (48,37%)
2. Ormianie: 1 679 (23,06%)
3. Kumycy: 749 (10,28%)
4. Tatarzy i Azerowie: 331 (4,54%)
5. Nogajowie: 197 (2,70%)
6. Persowie: 163 (2,24%)
7. Polacy: 102 (1,40%)
8. Gruzini: 94 (1,29%)

- 2010

1. Rosjanie: 19 835 (40,49%)
2. Awarowie: 9 770 (19,94%)
3. Dargijczycy: 7 122 (14,54%)
4. Kumycy: 2 701 (5,51%)
5. Lezgini: 2 377 (4,85%)
6. Lakowie: 1 753 (3,58%)
7. Ormianie: 1 004 (2,05%)
8. Rutulowie: 828 (1,69%)

## Historia
Pierwsze wzmianki o osadzie Kizlar pochodzą z ok. 1609 r. W 1735 roku władze rosyjskie zatwierdziły budowę twierdzy w Kizlarze dla celów kontroli i wzmocnienia granicy na Kaukazie. W 1785 r. Kizlar stał się miastem. W XVIII w. i XIX w., miasto stało się jednym z punktów handlowych między Rosją a krajami Bliskiego Wschodu i Azji Środkowej.
Na początku XIX wieku, Kizlar stał się centrum uprawy winorośli i produkcji wina. Lokalne „fabryki koniaku” (Кизлярский Коньячный Завод) produkują różne napoje alkoholowe, ale specjalizują się głównie w regionalnej odmiany brandy, sprzedawanej w całej Rosji jako koniak.
W 1942 roku wybudowano linię kolejowa Machaczkała-Astrachań, która była częścią magistrali kolejowej Kaukazu. Linia kolejowa została przerwana na jesieni 1942 roku przez żołnierzy niemieckich z jednostki specjalnej (tzw. Fernspähtruppe) tylko na kilka dni, Rosjanie szybko wznowili ruch pociągów. Zatem Kizlar to najbardziej wysunięty na wschód punkt, do którego przeniknęły wojska niemieckie w trakcie ataku III Rzeszy na ZSRR (natomiast najdalsze działania frontowe na wschód zatrzymały się w osadzie Terekli-Mekteb).
W styczniu 1996 r., w czasie I wojny czeczeńskiej czeczeńscy separatyści najechali na miasto i na bazę lotniczą; w trakcie nalotu zginęło 78 żołnierzy rosyjskich.

## Kultura
W mieście znajduje się muzeum medycyny oraz muzeum techniki.

## Miasta partnerskie
- Baku
- Budionnowsk
- Azow[7]

## Osoby
- Piotr Bagration (1765–1812), rosyjski generał piechoty, bohater pod Borodino
- Roman Bagration (1778–1834), generał, jego brat, urodzili się w Kizlarze.
- Kłara Sołonienko (1928–1944), pochodząca z Kizlaru uczestniczka II wojny światowej, jej imieniem nazwano ulicę w mieście